# 瓦干達
瓦干達（英語：Wakanda）是一個位於漠南非洲的虛構國家，由漫威漫畫的史丹·李和積克·高比創建，最早出現在于1966年7月出版的《驚奇四超人》第52集。在漫畫中，瓦干達因為擁有豐富的汎金屬的儲藏量而發展成了一個科技發達的國家。

## 名称
關於瓦干達名稱的由來有幾種理論。這名字可能來自一個同名的的苏族神，或者來自埃德加·赖斯·巴勒斯筆下小說“The Man-Eater”的虛構非洲部落Wakandas，又或是源自肯尼亞部落坎巴族（英語：Wakamba），又或者來自“kanda”這個字（即刚果语中的“家庭”）。

## 位置

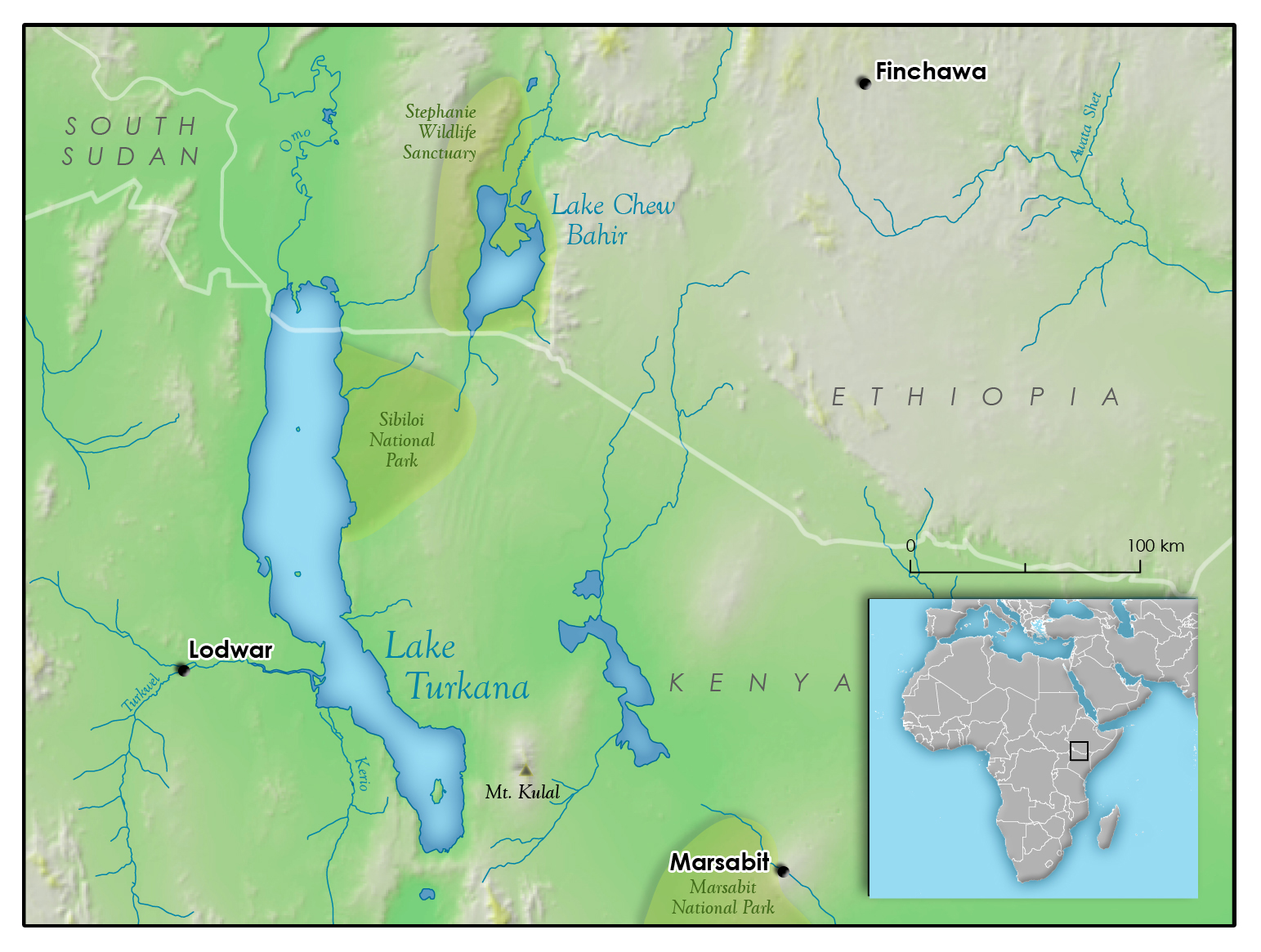
在漫威電影宇宙中，瓦干達位於圖爾卡納湖北部，與肯亞、埃塞俄比亞、烏干達和南蘇丹接壤

瓦干達王國位於非洲東部，但其確切位置在不同的漫畫故事中有所不同：一些版本（例如在《驚奇4超人》第三季第21集）將瓦干達的位置設定於坦桑尼亞北部，亦有一些版本（例如在《漫威地圖集》#2中）將瓦干達的位置設定於圖爾卡納湖的北端，與肯亞、埃塞俄比亞、烏干達和南蘇丹接壤（周圍有像阿扎尼亞、加納和納羅比亞之類的虛構國家）。值得注意的是此範圍在現實世界中是一個存在主權爭議的地區，而聲索方正是上文提到的四國。漫威電影宇宙使用后一种版本。

## 其他媒體

### 电影
- 瓦干達出現在《樂高漫威超級英雄：黑豹之瓦干達危機（英语：Lego Marvel Super Heroes - Black Panther: Trouble in Wakanda）》。[11]
- 漫威电影宇宙
  - 《鋼鐵人2》（2010年）：瓦干達首次出現在電影中的一幅地圖上[9]。
  - 《復仇者聯盟2：奧創紀元》（2015年）：作為汎金屬的來源首次被正式提及。
  - 《美國隊長3》（2016年）：瓦干達的景象在片尾彩蛋中美國隊長與酷寒戰士一起到瓦干達避難時首次被正式描繪。
  - 《黑豹》（2018年）：瓦干達對電影的劇情推進佔有重要角色。電影中進一步描述了其歷史和文化，例如瓦干達的汎金屬的由來、五大部落和對外關係政策等等。
  - 《復仇者聯盟3：無限之戰》（2018年）：瓦干達亦佔重要的地位。片末復仇者聯盟、瓦干達軍隊、雷神索爾、火箭浣熊和格魯特聯合對抗薩諾斯的軍隊的情節就是發生在瓦干達。
  - 《復仇者聯盟4：終局之戰》（2019年）：被奇異博士使用傳送門將黑豹及瓦干達軍隊和其他復仇者的成員們從瓦干達送往戰場對抗薩諾斯。[12][13][14]
  - 《黑豹2：瓦干達萬歲》（2022年）

### 電視劇
- 瓦干達曾在1994年的驚奇四超人電視劇（英语：Fantastic Four (1994 TV series)）、黑豹系列電視劇（英语：Black Panther (TV series)）、《復仇者聯盟：史上最強英雄戰隊》、《天雷爭霸：復仇者聯盟》和《復仇者聯盟：正義出擊（英语：Avengers Assemble (TV series)）》中出現。
- 漫威電影宇宙
  - 《獵鷹與酷寒戰士》（2021年）：於第4集，憶起6年前巴奇與艾尤（英语：Ayo (comics)）於瓦干達的回憶片段，由於巴奇在瓦干達接受治療，即使受到艾尤唸出的洗腦口令，已無法再令巴奇失控。
  - 《無限可能：假如…？》（2021年）：第2集的另一個宇宙裡，主角「黑豹」帝查拉年幼時渴望外出冒險，從瓦干達被「星際掠奪者」勇度帶走，成年後成為星爵的故事。
  - 未定名瓦干達劇集

### 電子遊戲
瓦干達在以下遊戲中作為场景出現：
- 2009年：《漫畫英雄：終極聯盟2（英语：Marvel: Ultimate Alliance 2）》
- 2011年（英语：2011 in video gaming）：《漫威對卡普空3：兩個世界的命運（英语：Marvel vs. Capcom 3: Fate of Two Worlds）》
- 2013年（英语：2013 in video gaming）：《漫威英雄 Online》
- 2015年：《迪士尼無限3.0（英语：Disney Infinity 3.0）》[15]
- 2017年：《漫威VS卡普空：無限（英语：Marvel vs. Capcom: Infinite）》[16][a]、《樂高：驚奇超級英雄2（英语：Lego Marvel Super Heroes 2）》[17]